# Mizwe-Tanz
Mizwe-Tanz (jiddisch „Mitzvah-Tanz“) ist ein Brauch chassidischer Männer, nach der Hochzeitszeremonie um die Braut zu tanzen. Dabei hält die Braut, die passiv bleibt, das Ende einer langen Schärpe oder eines Gartels in der Hand, während der Tanzpartner das andere Ende umfasst und still für den Erfolg des Paares im Leben betet. 

## Leben
Der Mizwe-Tanz wird erstmals im Machsor Vitry erwähnt, einem nach 1000 entstandenen Kompendium der Liturgie und des Ritus jüdischer Gottesdienste. Der Kult hat seine Grundlage im Talmud-Traktat Ketubot: „Kejzad merakdim lifnej haKalla?“ – „Wie (auf welche Art) tanzt man vor der Braut?“ Im Gegensatz zu den Chassidim, die diesem Brauch eine hohe Wertschätzung beimessen, lehnen die  Chabad sowie manche orthodoxe Denominationen die Form des Mizwe-Tanzes ab. Der Brauch schreibt vor, dass nur nahe Verwandte oder einer der führenden Rabbiner an dieser Handlung teilnehmen dürfen.
Für den Verlauf der Zeremonie wird die kultische Geschlechtertrennung aufgehoben, und die Braut, zum Teil auch einige ihrer weiblichen Verwandten sowie Rebbetzins, werden in den durch eine Mechiza abgetrennten Bereich der Männer geholt. Die Braut steht verschleiert in ihrem Hochzeitskleid im Raum und betet still um eine gesegnete Zukunft, während der Tanzpartner ebenfalls ein Gebet spricht. Die Protagonisten halten dabei jeweils ein Ende einer langen Schärpe oder eines zeremoniellen Gürtels (Gartel) in der Hand.
Es handelt sich um eine sehr emotionelle Phase am Ende der Hochzeitsfeierlichkeiten, wenn die meisten Gäste schon gegangen sind und nur noch die engsten Verwandten und weitere Ehrenpersonen aufgerufen werden. Unter Umständen kann sich der Tanz über Stunden hinziehen.
Bei Hochzeiten von Nichtchassidim gibt es zuweilen einen Mizwe-Tanz, wobei Braut und Bräutigam die Enden eines bestickten Tuches halten und miteinander tanzen. Das Tuch hat die Aufgabe, einen direkten gegenseitigen Kontakt zu vermeiden.